# Hieracium miramarense
Hieracium miramarense es una especie de planta con flor del género Hieracium, de la familia Asteraceae, orden Asterales.

## Distribución
Hieracium miramarense se distribuye por Suecia.

## Taxonomía
Fue descrita científicamente por (Almq. ex Dahlst.) Johanss.